# Веселка Вукојевић Певец
Веселка Вукојевић Певец је словеначка параолимпијска спортска стрељачица рођена 19. јула 1965. године у Книну. Представљала је Словенију на Летњим параолимпијским играма 2016. године и освојила је златну медаљу у мешовитом ваздушном пушком на 10 метара СХ2 . Проглашена је Женском атлетичарком 2014. године од Словеначког параолимпијског комитета.
Параплегичар је постала када ју је партнер упуцао шест пута 1983. године, у њеној осамнаестој години.